# تشهريق سفلي
تشهريق سفلي هي قرية في مقاطعة سلماس، إيران. يقدر عدد سكانها بـ 286 نسمة بحسب إحصاء 2016.